# 법정동
법정동(法定洞)은 대한민국 법정 구역으로, 법률(관습법)로 지정된 일정한 명칭과 영역을 지닌 구역이다. 그 명칭은 전통적인 지역 이름으로, 대부분 1914년 행정 구역 통·폐합 시 정해진 대로 현재에 이르고 있다. 1910년대 조선총독부의 토지조사사업의 결과로 방대한 양의 지적원도가 만들어지면서 오늘날의 법정동의 경계의 뼈대가 완성되었다. 행정동을 설치해 법정동을 관할한다.

## 행정운영동과 구별
법정동은 직접적인 행정기능이 아닌 전통적인 지역구분 및 주소, 지적(地籍) 분야에서 쓰인다. 하나의 법정동을 여러 개의 행정동이 관할하거나, 여러 개의 법정동을 하나의 행정동이 관할하기도 한다.
법정동은 지역 공동체가 법정동을 폐지하거나 개명하는 경우(대전광역시 서구 삼천동, 서울특별시 강남구 포이동, 강동구 하일동), 기존 행정구역 단위나 단위의 일부가 다른 상위 행정구역 경계로 편입되면서 설치되는 경우(서울특별시 강서구 공항동, 대구광역시 북구 대현동)등 특별한 경우를 제외하고는 변동이 거의 없다.
다만 도시 개발 등으로 구획이 변경되면 기존의 구획에서 가로를 기준으로 새로이 법정동 경계를 조정하거나(대구광역시 북구 동천동), 드물게는 복수의 법정동을 하나로 통합(서울특별시 은평구 진관동)하기도 하지만, 항상 이런 조정이 이루어지는 것은 아니다.
주로 일정 지역에 대하여 ‘○○동’의 이름이 부여되나, 역사적인 시가지에는 가로명이 법정동으로 부여되어 ‘○○로’, ‘○○가’의 이름을 가지는 경우도 있다(예: 서울특별시 종로구 세종로, 을지로2가 등). 이는 일제강점기의 행정구역 단위였던 정(町), 통(通), 정목(丁目)을 광복 이후 동일한 단위인 법정동으로 통일하면서도 명칭은 통일하지 않고 각각 동(洞), 로(路), 가(街)로 이름만 바꾸어 그 구별이 남아있는 것이다. 다만 대구광역시 수성구 수성동1~4가, 서울특별시 성동구 성수동1~2가처럼 광복 이후 설치되었으면서도 기존의 관례를 따라 '가'의 이름을 붙여 법정동을 설치하기도 하였다.
법정동을 관할하는 일차적 행정기관은 동행정복지센터(행정운영동)이다.

## 사용 예시
1. 우면동은 서울특별시 서초구의 법정동으로, 행정동 양재1동이 관할한다.
2. 대명동은 대구광역시 남구의 법정동으로, 행정동 대명1동, 대명2동, 대명3동, 대명4동, 대명5동, 대명6동, 대명9동, 대명10동, 대명11동으로 분리 관할된다.
3. 미아동은 서울특별시 강북구의 법정동으로, 행정동 삼양동, 미아동, 송중동, 송천동, 삼각산동으로 분리 관할된다.
4. 부산광역시 서구의 행정동 부민동은 법정동 부민동1가, 부민동2가, 부민동3가, 부용동1가, 부용동2가를 관할한다.
5. 인천광역시 중구의 행정동 신포동은 법정동 중앙동1가, 중앙동2가, 중앙동3가, 중앙동4가, 해안동1가, 해안동2가, 해안동3가, 해안동4가, 관동1가, 관동2가, 관동3가, 항동1가, 항동2가, 항동3가, 항동4가, 항동5가, 항동6가, 항동7가, 송학동1가, 송학동2가, 송학동3가, 사동, 신생동, 신포동, 답동 등을 관할한다.
6. 경기도 용인시 기흥구의 행정동 동백동은 법정동 중동과 동백동을 관할한다.

## 같이 보기
- 동 (행정 구역)
- 행정동
- 대한민국의 주소

## 참고 자료
- 「지명의 지리학」, 지명데이터베이스 구축의 발전, 한국문화역사지리학회 저, 푸른길(2008년, 406~414p)